# Карлос Лапетра
Карлос Лапетра Коараса (Сарагоса, 29. новембар 1938. — Сарагоса, 24. децембар 1995) био је шпански фудбалер који је играо као нападач.
Провео је десет од својих 11 година професионалне каријере у Сарагоси, наступивши на 279 званичних утакмица (62 гола) и са клубом је освојио три пехара.
Шпански интернационалац током 1960-их, Лапетра је представљао земљу на Купу европских нација 1964. и Светском купу 1966. године.
Лапетрин старији брат, Рикардо, је такође био фудбалер који је играо за Сарагосу али са много мање успеха.